# Multikulturalizam
Multikulturalizam je ideologija koje potiče na institucionalizaciju zajednica koje imaju mnoge kulture. U suštini to se odnosi na demografsku sliku nekog mjesta, i to na organizaciji školstva, susjedstva, gradova, i nacija.
U političkom kontekstu, ovaj pojam se koristi na razne načine, s jedne strane traži se jednakost između raznih kultura unutar jednog društva, do poticanja čuvanja raznolikosti kultura. 

Multikulturalizam je u kontrastu s kulturnom asimilacijom i obično se naziva "salatnom zdjelom" za razliku od "kotla za taljenje"

## Srodni članci
- Višenarodna država
- Bratstvo i jedinstvo
- Višejezičnost